# Notolopas
Notolopas is een geslacht van kreeftachtigen uit de klasse van de Malacostraca (hogere kreeftachtigen).

## Soorten
- Notolopas brasiliensis Miers, 1886
- Notolopas lamellatus Stimpson, 1871
- Notolopas mexicanus Garth, 1940